# Reginald Laubin
Reginald Laubin (* 4. Dezember 1903 in Detroit, Michigan; † 5. April 2000 in Urbana, Illinois), der später auch den indianischen Namen  Tatanka Wanjila  trug, war ein amerikanischer Schriftsteller, Musiker, Ethnograf und Interpret indianischer Tänze. Zusammen mit seiner Frau, Gladys Laubin (1906–1996), die wie er von der indianischen Lebensart und Kultur fasziniert war, lebte und arbeitete er viele Jahre lang unter verschiedenen Indianer-Stämmen in den Reservaten Nordamerikas. Der Schwerpunkt dieser Arbeit war das Erlernen alter indianischer Tänze, die das Paar dann in den Vereinigten Staaten und auch weltweit in Ländern Europas und Afrikas selbst als Tänzer — interpretative Indian Dancers — einige Jahrzehnte hindurch öffentlich vorführte.

## Herkunft und Kindheit
Reginald Karl Laubin war, wie wohl auch sein Name verrät, deutscher Abstammung. Er hatte noch zwei Brüder und eine Schwester, die alle nach ihm geboren wurden. Seine Eltern liebten die Musik: der Vater, von Beruf Schneider, war nebenher Oboist im Detroit Symphony Orchestra und die Mutter eine geübte Klavierspielerin. Als Reginald sieben Jahre alt war, bekam er von seinem Vater eine Geige geschenkt, deren Spiel er erlernte und bis zu seinem sechzehnten Lebensjahr mehr oder weniger ernsthaft betrieb. Da er sehr musikalisch war, wünschten sich die Eltern, dass ihr Sohn eines Tages nach Leipzig in Deutschland gehen und am dortigen Konservatorium Musik studieren würde.
1914 verließ die Familie Detroit und ging nach Lima in Ohio, wo der Vater eine Schneiderei (a tailor shop) eröffnete. Wahrscheinlich noch im gleichen Jahr fand für Reginald in der neuen Stadt eine schicksalhafte Begegnung statt, als er vor einem Kino zwei aus Reklame-Gründen angeheuerte Indianer tanzen sah. Von dieser Darbietung und auch von der Erscheinung der beiden Tänzer war er augenblicklich sehr begeistert. Danach begann Reginald sich mit allem Indianischen sehr intensiv zu beschäftigen und darin zu keiner Zeit nachzulassen. Manchmal nahm diese Beschäftigung schon fast wissenschaftliche Züge an. So zum Beispiel, als er sich für den indianischen Bogen interessierte, da baute er sich nicht so einfach einen «Flitzbogen» wie das die meisten Kinder getan haben, sondern er ging in die Bibliotheken von Lima und suchte nach Büchern, in denen er etwas darüber erfahren konnte. Aber er fand dort nur Literatur über den Englischen Langbogen (longbow), den er dann sofort nachbaute. (Er hat später dann noch sehr viele Bögen gebaut und sein erstes Buch, das schon 1923 herauskam, behandelte den Indianischen Bogen. Es ist noch kein sehr umfangreiches Werk gewesen und die weiteren Auflagen sind dann zusammen mit Gladys weiter von ihm bearbeitet und vervollständigt worden.)
1920 wurde ein sehr tragisches Jahr für Reginald und seine Geschwister, als zuerst die Mutter und einige Wochen später der Vater einer in Lima herrschenden Grippe-Epidemie zum Opfer fielen. Die vier Kinder konnten aber bei Freunden und Verwandten untergebracht werden. Reginald kam zu einem Onkel, der mit seiner Familie in Hartford in Connecticut lebte. Dort besuchte er weiter die Oberschule (high school), und als er sie 1922 abgeschlossen hatte, bot sein Onkel ihm an, auf eine Hochschule (College) zu gehen; aber Reginald Karl Laubin hatte andere Pläne.

## Lernen und Tanzen
In Norwich, einer kleinen Stadt etwa dreißig Meilen südöstlich von Hartford, begann er (wohl schon bald) nach dem Schulabschluss ein Studium an einer Kunstschule. Eines Tages begegnete ihm dort eine junge Frau, die, wie er fast augenblicklich feststellte, eine interessante Persönlichkeit war; sie hieß Gladys Winfield Tartachel. Damit begann etwas, das über siebzig Jahre lang währen und zu einer sehr starken Alliance werden sollte. Gladys Tartachel, die eigentlich später sozial tätig werden wollte, fand dann aber, als Reginald Laubin ihr erzählt hatte, wie er sich als indianischer Tänzer zusammen mit ihr das Leben zukünftig vorstellte, dass dieses Vorhaben zum besseren Verständnis zwischen Weißen und Indianern beitragen könnte und somit auch eine sinnvolle Lebensaufgabe für sie wäre. In den nächsten Jahren entwickelten sie ihre Tanztechnik und versuchten ihr Wissen über alles Indianische zu vervollständigen und zu vertiefen. Sie lasen Bücher und Dokumente, alles, was zu diesem Thema greifbar für sie war. Irgendwann in dieser Zeit machte Reginald seinen Abschluss an der Kunstschule und bekam eine Stelle als Zeichner in einer Firma, die Leinenstoffe mit irgendwelchen Mustern versah; auch Gladys wurde irgendwann von dieser Firma eingestellt.
1927 traten sie zum ersten Mal öffentlich als Tänzer auf. Das Konzert fand in Buffalo im Bundesstaat New York in dem Auditorium eines dortigen Museums statt. Aus der Literatur kannten sie schon so einige indianische Tänze und Lieder und hatten somit wohl ein recht gutes Programm zusammengestellt. Als Musik benutzten sie u. a. indianische Melodien von Charles Wakefield Cadman und Klavierauszüge von Victor Herbert. Das Konzert war recht erfolgreich und davon beflügelt beschlossen sie, auf diesem Weg weiterzugehen und mit ihrem bisherigen Leben, sobald das möglich war, zu brechen.
Schon 1928 wagten sie diesen Schritt. Als sich die Möglichkeit abzeichnete, weiter demnächst öffentlich auftreten zu können, kündigten sie in ihrer Firma und im Herbst des gleichen Jahres machten sie noch einen weiteren Schritt, als sie in Norwich heirateten. Ihre Überzeugung von dem, was sie taten, muss sehr groß gewesen sein und ihnen eine Kraft gegeben haben, die in der nächsten Zeit auch sehr nötig war. Die Große Depression stand vor der Tür und die kommenden Jahre wurden recht schwierig für sie.
Im Jahr 1934 war dann wohl der Wendepunkt an sich in ihrer Lebensarbeit, als sie im August zu den Indianern reisten und sie damit auf einem Weg waren, den vor dreißig Jahren auch schon Frederick Weygold gegangen war. Stanley Vestal hatte ihnen Kontakte zu einem Stamm vermittelt, der seiner Kenntnis nach noch die traditionellen Tänze kannte, die sie lernen wollten. Als charismatische, oder besser gesagt, als natürliche Menschen, die nicht jene Verstellung kannten wie die Indianer sie bei den Weißen in ihrer zurückliegenden Geschichte so oft erfahren hatten, gelang es ihnen mit der Zeit viele Freundschaften mit Menschen in verschiedenen Stämmen zu schließen. Sehr beschleunigend dabei war gleich am Anfang, dass sie von One Bull, einem damals schon hochbetagten Häuptling der Lakota, in einer Zeremonie adoptiert wurden und dadurch bei den anderen Indianern sehr viel Ansehen bekamen als Tatanka Wanjila (One Bull) und Wỉyaka Waṡtewỉn (Good Father Woman) wie sie jetzt indianisch hießen.
In den nächsten Jahren und Jahrzehnten schlugen sie bei verschiedenen Indianer-Stämmen im wahrsten Sinne des Wortes ihre Zelte auf, ihre Tipis, von denen sie wohl einige im Laufe ihres Lebens selbst hergestellt haben. Sie lernten dort noch so manche indianischen Lieder und Tänze und prägten sich, soviel noch möglich war, von der dahinschwindenden Kultur und Tradition dieser Menschen ein. Daneben traten sie weiter als Tänzer in vielen Städten Amerikas auf und wurden schließlich auch international bekannt. Die Musik (in Bearbeitungen wohl alter indianischer Weisen) zu einigen ihrer aufgeführten Tänze stammte von so bekannten amerikanischen Komponisten wie Arthur Farwell oder Charles Sanford Skilton. Mit einer Tanz-Truppe, die sie aus sieben Crow-Indianern beiderlei Geschlechts zusammengestellt hatten, kamen sie auch nach Europa und Afrika. Als sie im Winter 1953 in Paris auftraten, besuchte auch der Orientalist und Philosoph Frithjof Schuon eine ihrer Vorstellungen. Er machte ihre Bekanntschaft, interessierte sich aber ganz besonders für die Crows, denn er war ebenfalls fasziniert von den Indianern und hat über die Philosophie und Kunst der Prärie-Indianer später noch ein Buch geschrieben. Die Laubins, wie sie jetzt allgemein hießen, wurden auch in dieser Zeit in der Presse sehr gefeiert und nach dem Lesen eines wohl besonders euphorischen Artikels verlor Reginald ein wenig die Richtung und sprach von Großveranstaltungen, Filmverträgen und dergleichen. Nach Starr West Jones, einem Freund und Biografen des Paares, war es Gladys — «Hollywood makes and breaks [...] and it has no soul» —, die ihn zurückholte. Die beiden haben zweifellos eine starke Allianz gebildet und zu den (gar nicht so selten vorkommenden) Menschen gehört, die als Weiße diese Welt und den großen Zusammenhang mit dem Ganzen indianisch empfinden.
1972 erhielten Reginald und Gladys Laubin (zusammen mit La Meri) den Capezio Dance Award, der eine große Auszeichnung für diejenigen ist, die einen wichtigen Beitrag zur Tanzkunst geleistet haben. Sie hatten sich zu der Zeit noch nicht zur Ruhe gesetzt und sind danach weiterhin aufgetreten. Solange es ging, haben sie versucht die traditionellen indianischen Tänze den Weißen, die von diesen eine völlig irrige Vorstellung hatten und dabei fast immer nur an Kriegstänze gedacht haben, näher zu bringen, ihnen dadurch ihre Welterfahrung ein wenig zu erweitern. (Für die Indianer war Tanzen hauptsächlich eine religiöse Handlung und auch ein soziales Ereignis an dem nicht nur Männer, sondern auch Frauen und Kinder teilgenommen haben.) — Ihre letzte öffentliche Vorstellung gaben Reginald und Gladys Laubin im August 1988.
1996 haben sie eine Sammlung der University of Illinois at Urbana-Champaign vermacht, die dafür extra ein Museum auf ihrem Campus gebaut hat. Die Sammlung enthielt über eintausendneunhundert Gegenstände, darunter waren ein Tipi und sechzig Bögen, die Reginald alle selbst angefertigt hatte.
Die Eröffnung des Museums im Jahre 1998 sollte Gladys Laubin nicht mehr erleben. Sie starb im Oktober 1996 in einem Haus im Grand-Teton-Nationalpark in Wyoming. Reginald Laubin folgte ihr dreieinhalb Jahre später. Er starb am 5. April 2000 in Urbana in Illinois.

## Bibliografie
- Reginald Laubin, Gladys Laubin: American Indian Archery (Civilization of the American Indians), Verlag University of Oklahoma Press, Norman 1980
- Reginald Laubin, Gladys Laubin: The Indian Tipi: Its History, Construction, and Use, Verlag University of Oklahoma Press, Norman 1977, ISBN 978-0-8061-2236-6
- Reginald Laubin, Gladys Laubin: Indian Dances of North America: Their Importance in Indian Life, Verlag University of Oklahoma Press, Norman 1977